# Scholastica von Anhalt

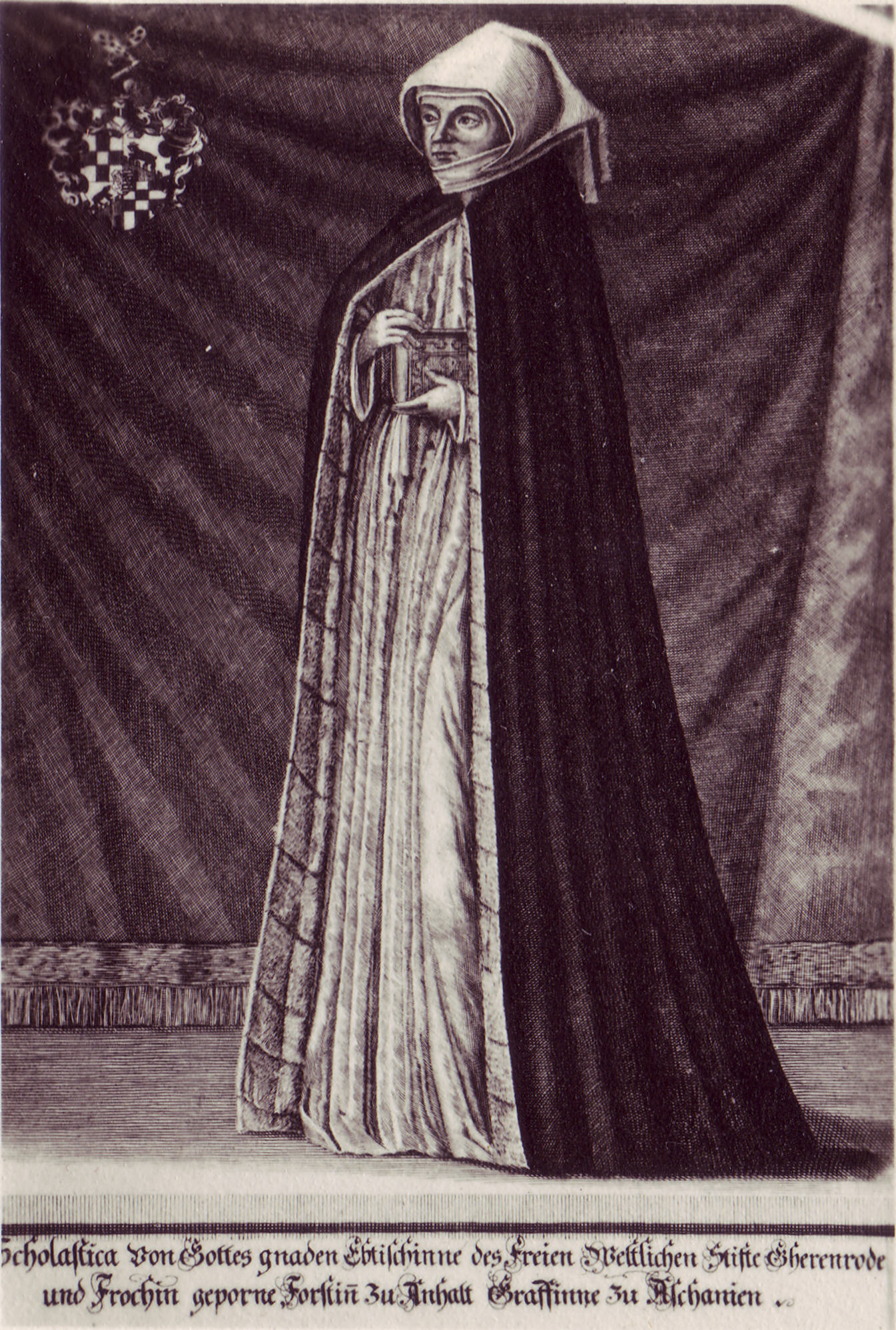
Äbtissin Scholastica von Anhalt – Stich nach einem Gemälde von 1710

Scholastica von Anhalt-Zerbst (* 1451; † 31. August 1504 in Gernrode) aus dem Geschlecht der Askanier war von 1469 bis 1504 die Äbtissin des freien weltlichen Stiftes Gernrode und Frose. Sie prägte wie ihre Nachfolgerin Elisabeth von Weida, die sich 1521 als erste Äbtissin zur Reformation bekannte, die Geschicke in der Spätzeit des Stiftes entscheidend.
Sie bemühte sich, die wirtschaftliche Lage des Stiftes und die nach ihrer Einschätzung untragbaren sittlichen Zustände zu verbessern. Ihren Bemühungen zur Verbesserung der Stiftsfinanzen war kein dauerhafter Erfolg beschieden. Sie verwickelte das Stift in kostspielige Gerichtsverfahren, so dass seine Finanzen bei ihrem Tode völlig zerrüttet waren. Unter ihrer Herrschaft wurde im Stift 1489 ein Jubeljahr abgehalten.

## Herkunft
Scholastica von Anhalt war das zwölfte Kind von Fürst Georg I. von Anhalt-Zerbst (1390–1474). Sie stammte aus dessen dritter, 1442 eingegangenen Ehe mit Sophia von Hohnstein. Aus den insgesamt vier Ehen ihres Vaters hatte sie siebzehn Geschwister, neun Brüder und acht Schwestern. Sie war eine Nichte der von 1445 bis 1463 regierenden Äbtissin Mechthild II. von Anhalt; ihre Schwester Agnes war von 1485 bis 1504 Äbtissin im Stift Gandersheim.

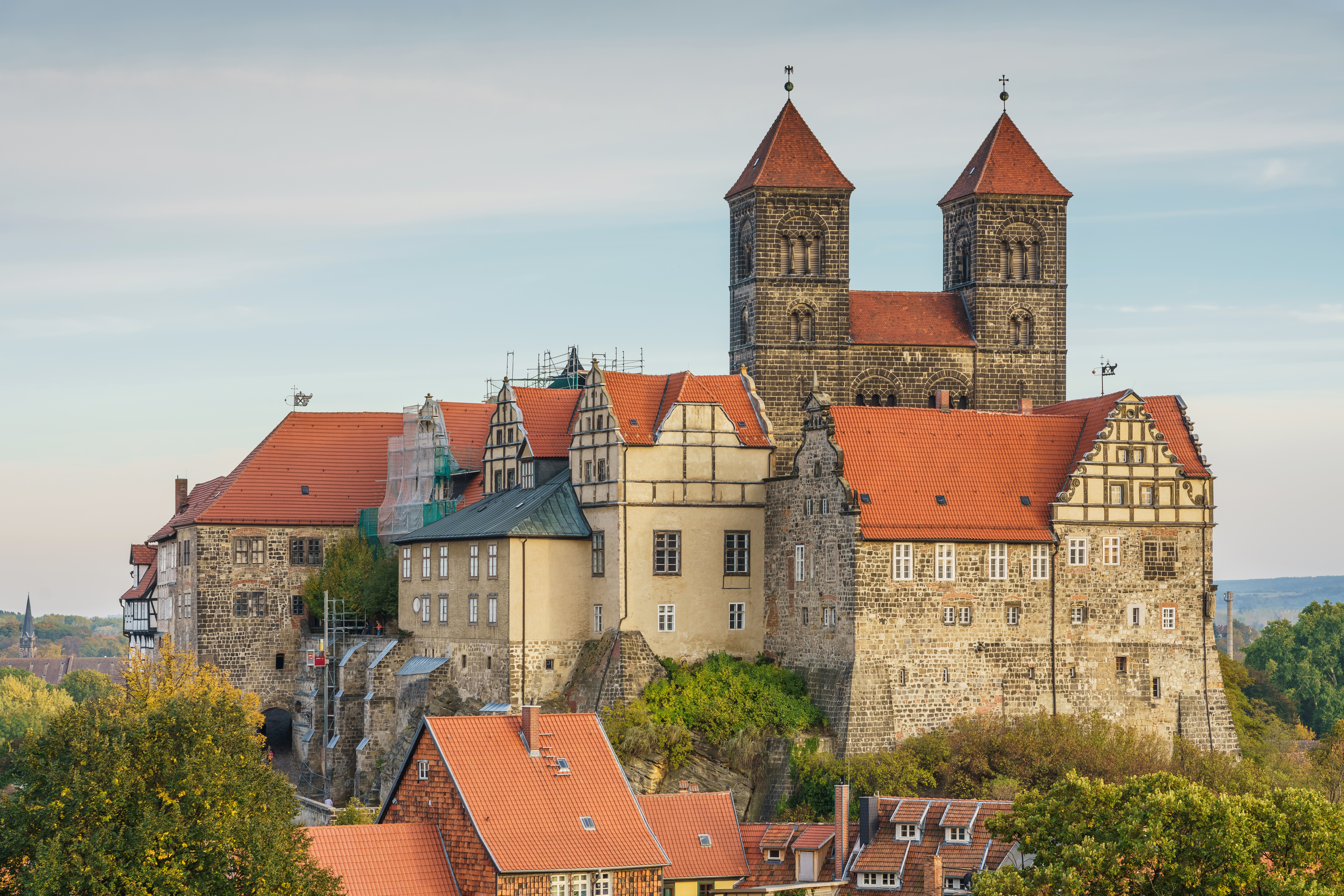
Schlossberg mit Stiftskirche St. Servatii und Stiftsgebäuden in Quedlinburg

Scholastica von Anhalt verbrachte ihre Jugend im Zisterzienserinnenkloster Helfta bei Eisleben, das 1343 in die Stadt Eisleben verlegt worden war und zu dieser Zeit einen guten Ruf als Schule hatte. Später übersiedelte sie zur weiteren Erziehung in das Stift in Quedlinburg.
Dort wurde sie 1469 nach dem Tod ihrer Vorgängerin Margarethe von Merwitz einstimmig zur Äbtissin von Gernrode gewählt, obwohl sie zu diesem Zeitpunkt erst 18 Jahre alt war. Von nicht unerheblichem Einfluss dürfte dabei gewesen sein, dass ihr Vater Vogt des Stifts war und es sicherlich in seinem Interesse lag, nach dem Tod des kinderlosen Fürsten Bernhard VI. von Anhalt-Bernburg seine Tochter an die Spitze des Stiftes zu bringen. Damit war Scholastica nicht nur Vorsteherin eines Klosters, sondern zugleich Fürstin, womit sie im Besitz der Gerichtsbarkeit war, welche der Vogt als weltliche Gewalt wahrnahm. Gerichtsbarkeit war immer mit Einnahmen verbunden. Das Fürstenhaus Anhalt stellte bis zum Ausscheiden der letzten Äbtissin, Sophia Elisabeth von Anhalt, im Jahr 1614 den Vogt des Klosters. Danach wurde die Stelle der Äbtissin nicht mehr besetzt und das Stift in das Fürstentum Anhalt eingegliedert.

## Amtszeit

### Stifterin

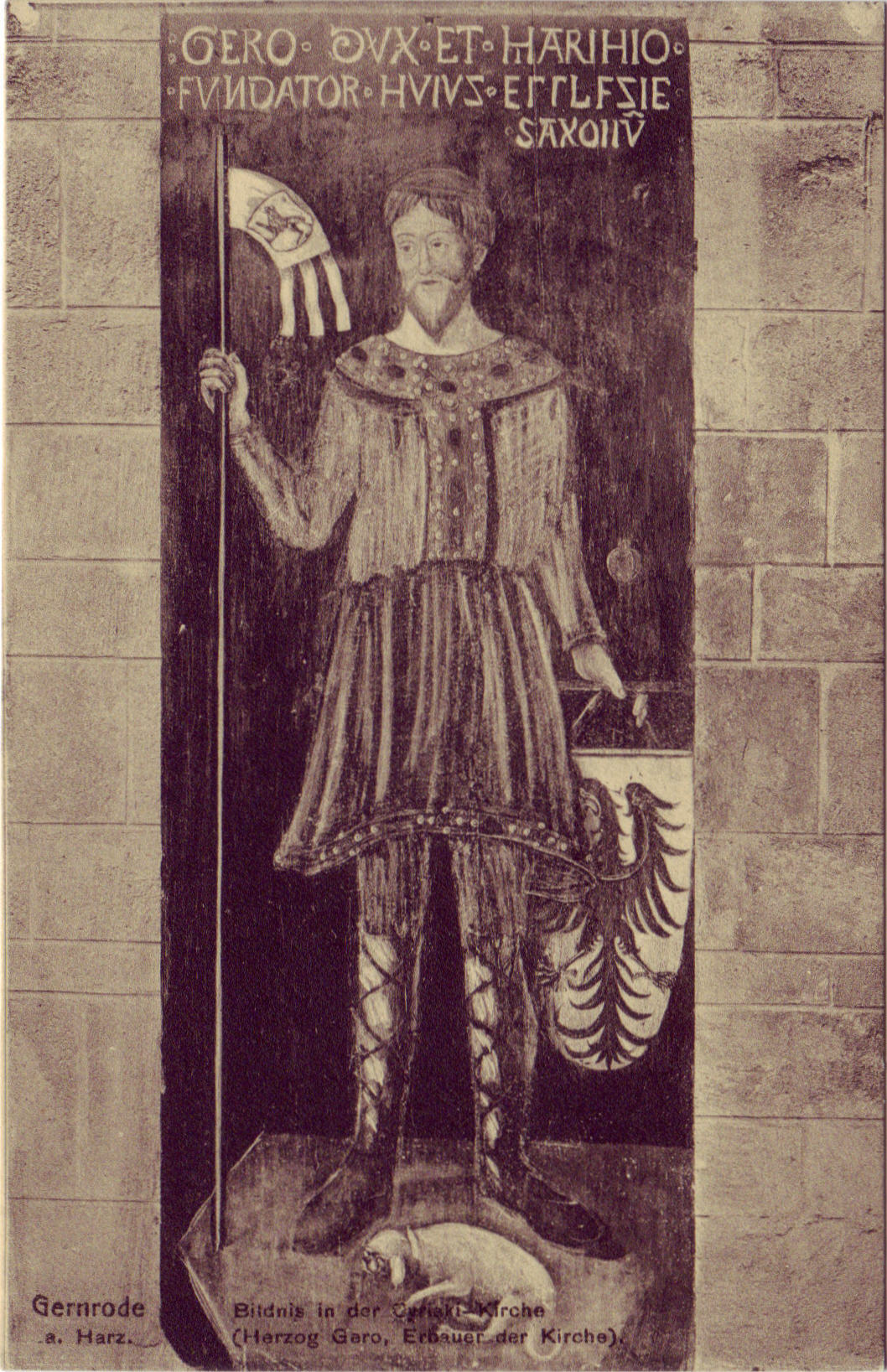
Bildnis von Markgraf Gero, wahrscheinlich während Scholasticas Amtszeit entstanden

Mit ihrem Amtsantritt setzte im Stift Gernrode eine rege Bautätigkeit ein. Aus eigenen und geliehenen Mitteln ließ die Äbtissin die Kirche und die Klostergebäude instand setzen. Die Kirche mit ihren Altären wurde teilweise neu ausgemalt, mit neuen Statuen ausgestattet und an den Wänden mit bunten Teppichen versehen. Es wurden Bilder der Kanonissen sowie ihrer selbst gefertigt und in der Kirche aufgehängt. Vermutlich entstand bei dieser Gelegenheit das heute in der Stiftskirche befindliche Tafelbild des Markgrafen Gero. Bei den Arbeiten wurde auch das Heilige Grab neu verputzt und ausgemalt: diejenigen, die bei dieser Instandsetzung mithalfen, erhielten einen Ablass. Scholastica sorgte dafür, dass neue liturgische Gewänder angeschafft und die vorhandenen, sofern möglich, erneuert wurden. Die Gewänder wurden dann zusammen mit dem Kirchenschatz im Zither der Stiftskirche, einer aus Stein errichteten, feuergeschützten Schatz- und Archivkammer, aufbewahrt.
Die Äbtissin begnügte sich nicht mit der Restaurierung der Kirche und der Klostergebäude. Auch die in der Burg Gernrode befindliche Mauritiuskapelle ließ sie von Grund auf neu errichten. Das dafür notwendige Geld, 17 rheinische Floren, lieh sie sich 1487 vom Stiftsherrn Tile Gruttemann, der dafür die mit zwei Hufen Landes ausgestattete Kapelle auf Lebenszeit übertragen bekam.
Die Bilder und Bildwerke wurden im Jahr 1503 durch Mathias von Gaderon, den Vikar des Erzbischofs Ernst von Magdeburg, der zugleich Administrator des Bistums Halberstadt war, geweiht. Es wurde „reichlichster Ablass für sie, die Altäre, den Umgang auf dem Kirchhof, für das Pacemläuten, für jeden Teil der Reliquien deren es sehr kostbare gab“ erteilt. Als Pacemläuten wird das besondere Läuten der Glocken „pro pace“ während des Friedensgebetes bezeichnet, das ursprünglich täglich mit dem Gesang des „Da pacem“ gehalten wurde.

### Verwaltung
Die Äbtissin erreichte bei Friedrich III. am 19. August 1488 in Antwerpen die Belehnung mit den Regalien, Lehen und Temporalien des Stifts zusammen mit allen Mannschaften, Herrschaften und Zugehörungen und die Bestätigung aller Privilegien und Rechte, die sie und ihre Vorgängerinnen und das Stift von ihm und den anderen römischen Kaisern und Königen erhalten hatten. Dennoch geriet das Stift unter ihrer Herrschaft in eine lang anhaltende Wirtschaftskrise. Das hing damit zusammen, dass sie während ihrer Amtszeit zahlreiche Prozesse führte, die schließlich die gesamten Einnahmen und Rücklagen des Stiftes verschlangen und zu einer enormen Verschuldung führten.
Den ersten Prozess führte sie gegen die Witwe Bernhards VI. von Anhalt-Bernburg, Hedwig von Anhalt-Bernburg, geborene Herzogin zu Sagan. Ihre Vorgängerin, Äbtissin Margarethe von Merwitz, hatte der Fürstin am 20. Juni 1466 die Beleihung mit der Burg Plötzkau und Zubehör erneuert, die sie von Äbtissin Mechthild II. am 4. April 1451 als Leibzucht erhalten hatte. Diese Beleihung nahm Margarethe nach dem Tod Fürst Bernhards VI. im Jahr 1468 zurück und übertrug sie zusammen mit anderen Privilegien am 26. September 1468 dem neuen Schutzvogt des Stiftes, Fürst Georg I. von Anhalt-Zerbst. Die Fürstin Hedwig war damit nicht einverstanden, sie versuchte der Abtei dadurch zu schaden, dass sie der Abtei die Einkünfte der halben Hufe von Volkmar Fromholts im Rochwitzer Felde sowie von zwei Hufen Jacob Memes im Altenburger Felde entzog. Der Offizial der Halberstädter Kurie entschied am 9. Juni 1484 zu Gunsten von Scholastica. Doch fügte sich Hedwig dem Urteil nicht. Daraufhin wurde sie von Scholastica exkommuniziert. Erst nachdem sie das Urteil akzeptiert hatte, wurde die Exkommunikation nach dem 29. September 1484 wieder aufgehoben.
Als katastrophal für die wirtschaftliche Lage des Stifts sollte sich der Rechtsstreit um einen großen, sehr fischreichen See zwischen Gröningen und Aschersleben erweisen, den die Äbtissin gegen den Bischof von Halberstadt und die Stadt Aschersleben führte. Der See war durch das Bistum Halberstadt neu angelegt worden. Als daraus Nutzen gezogen werden sollte, kam es zu Streitigkeiten, da sowohl das Bistum als auch das Stift Gernrode die Fischereirechte beanspruchten. Die Halberstädter führten an, dass sie den See angelegt hätten, wohingegen das Kloster argumentierte, dass der See zu großen Teilen auf Flächen des Stiftes Frose läge und der Äbtissin von Gernrode die Aufsicht zustehe. Darüber hinaus beschwerte sich das Stift Frose bei der Äbtissin wegen der durch den See überschwemmten Stiftsäcker und Wiesen. Da auf dieser Ebene der Fall nicht zu entscheiden war, klagte Scholastica vor dem geistlichen Gericht in Rom gegen den Erzbischof von Magdeburg, Ernst, Herzog von Sachsen, den Administrator des Bistums Halberstadt. Ihre Brüder, die Askanier Waldemar und Georg von Anhalt hatten zu dem Prozess geraten. Zwischen ihnen und dem Gernröder Kapitel wurde dazu am 13. Dezember 1484 ein förmlicher Vertrag geschlossen, in dem die Fürsten für die Prozesskosten mit der Hälfte der zu erstreitenden Güter belehnt werden sollten. Als deutlich wurde, dass der Prozess sich hinzog und die Ausgaben immer mehr stiegen, verweigerten sie die für den 18. November 1485 geplante Verlängerung des Vertrages und die Äbtissin musste den Prozess auf Kosten ihres Klosters fortsetzen. Darüber hinaus veruntreuten die Agenten des Stiftes in Rom das Geld, welches ihnen zur Führung des Prozesses mitgegeben worden war.

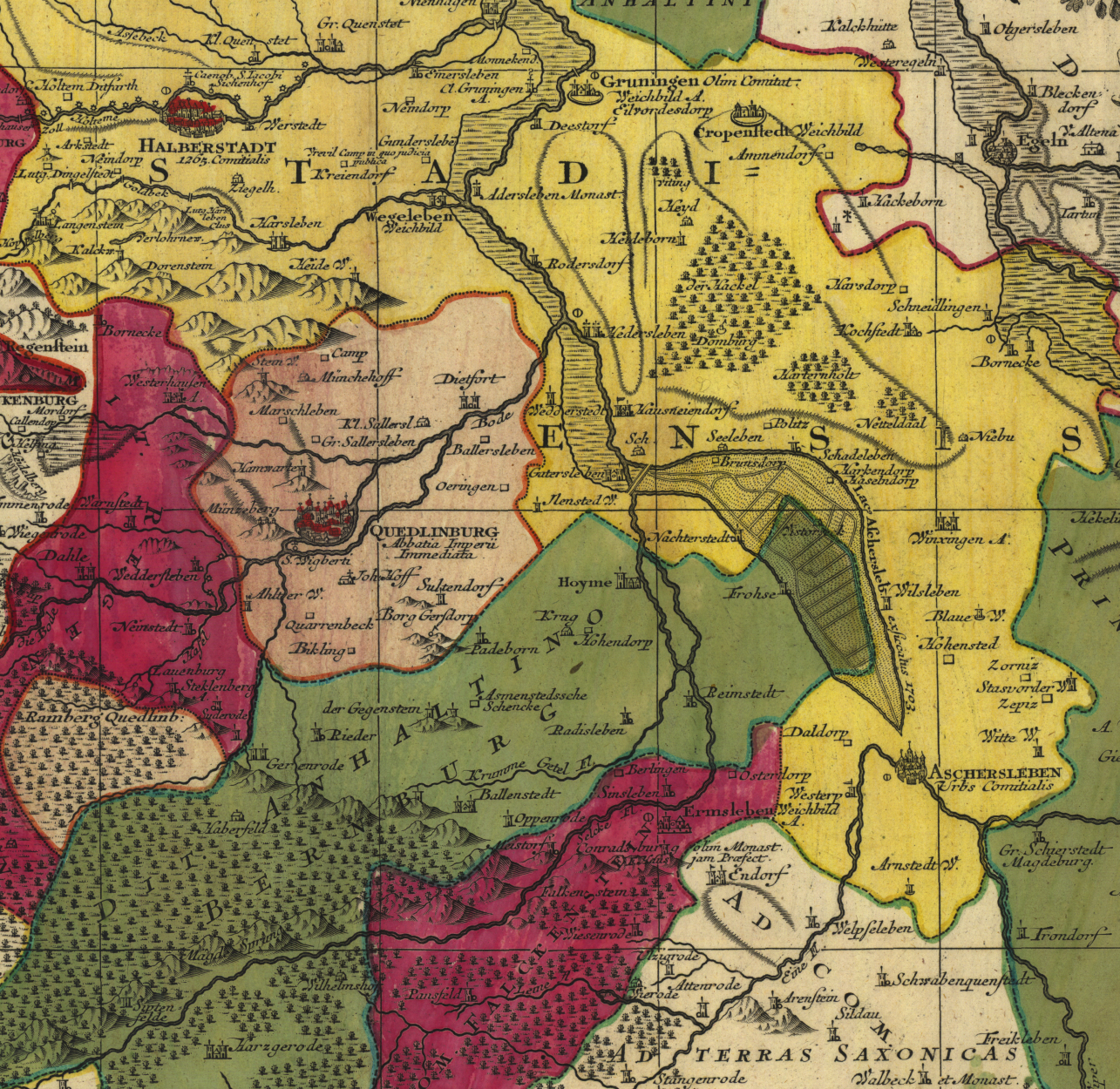
Karte von Matthäus Seutter (1734) mit dem umkämpften See

Das Kapitel unter Scholastica sah sich inzwischen außerstande, die zwei Mark Silber für den Jahreszins aufzubringen, welche jährlich für die Exemtion des Stiftes an den Heiligen Stuhl zu zahlen waren. Der Kollektor der päpstlichen Kammer erließ dem Stift nach den Feierlichkeiten des Jubeljahres am 12. August 1489 die noch ausstehende Summe in Höhe von 50 rheinischen Floren vom Jahreszins. Dies geschah auf Grund eines besonderen päpstlichen Breves vom 16. Januar 1489. Er einigte sich mit Scholastica dahingehend, dass wegen der eingetretenen Verarmung des Stiftes jährlich nur noch acht rheinische Floren anstatt der bisherigen zwei Mark Silber bezahlt werden sollten.
Der Streit um den See sollte sich insgesamt 24 Jahre hinziehen und wurde erst von Scholasticas Nachfolgerin am 20. Dezember 1510 mit einem Vergleich beendet. In diesem verzichtete sie auf alle Rechte an dem See zu Gunsten des Bischofs von Halberstadt und des Rates der Stadt Aschersleben. Der Bischof zahlte dafür 3000 Rheinische Gulden an das Stift, welche in Quedlinburg hinterlegt wurden. Darüber hinaus verpflichtete er sich zur jährlichen Lieferung von zwei Zentnern Hecht aus dem See oder, falls nicht genug Fische vorhanden sein sollten, zur Zahlung von acht Gulden.
Neben diesem ruinösen Prozess erscheint der Streit unerheblich, welchen das Stift mit Scholasticas Brüdern wegen der Harzbergwerke vor allem am Osterberg und Ostergrund führte. Das Stift sah die Bergwerke, die zu dieser Zeit eine reiche Ausbeute an Metallen und Mineralien, wie Silber, Kupfer, Blei, Zinn, lieferten, als seinen Besitz an. Die Brüder Scholasticas, Waldemar, Ernst, Georg und Rudolf wollten die Einkünfte der Bergwerke für sich in Anspruch nehmen, nachdem ihnen die Schutzherrschaft über die Abtei mit allen ihren Regalien zustand. Aber schon am 27. März 1500 wurde der Streit über die Bergwerke mit einem Vergleich beendet. Danach sollte der Zehnte aus den Bergwerken des Stiftes zwischen dem Stift und Scholasticas Brüdern geteilt werden. Der Vergleich lautete: „das ire liebden und gnaden unser, unser stiffts underthanen und des bergwerks die lehin allir und iglicher bergwerk, es sey golt, silber, cupper ziehnen, bley oder andrs wie das bergwerksart betreffen und nahmen haben oder gewynen mugen, darvon nichts außgenomen, lieben und vororden sollin, idoch, das der nutz von solchen lehnen die helffte unns unnd unsenn stiffte verblieben und die ander helffte genanten unsenn bruders gehören und ebenso der Zehnt des Ertrags in gleicher Weise geteilt werden soll“.
Wegen jener Prozesse war die Abtei, deren jährliche Einkünfte auf vier Mark Silbers veranschlagt waren, schließlich dermaßen verschuldet, dass die Nachfolgerin Elisabeth von Weida mit privaten Mitteln aushelfen musste.

### Jubeljahr

St. Stephanuskirche vor dem Umbau in ein Schulgebäude

In die Amtszeit Scholasticas fiel ein bedeutendes Ereignis, von dem der Chronist Popperodt noch 71 Jahre später berichtete. Die bei Kaiser Friedrich III. am 19. August 1488 erreichte Bestätigung der Freiheiten und der Immunität des Stiftes nahm Scholastica zum Anlass, im Jahr 1489 ein Jubeljahr abzuhalten. Die Einrichtung des Jubeljahres hatte sich im Verlauf des 14. und 15. Jahrhunderts von Rom aus verbreitet. Eine solche Feierlichkeit versprach, außer dass die Teilnahme vollkommenen Ablass garantieren sollte, beträchtliche Einnahmen für das Stift abzuwerfen. Äbtissin Scholastica erwirkte deshalb die Erlaubnis von Papst Innozenz VIII. und bei Berthold von Henneberg als dem zuständigen Erzbischof von Mainz die Erlaubnis zur Abhaltung eines Jubeljahres in Gernrode. Die Leitung der Feierlichkeiten wurde dem Propst von St. Mauritius zu Mainz übertragen. Sie dauerten vom 22. Juli bis zum 10. August 1489.
Die Eröffnung erfolgte unter großer Anteilnahme der Geistlichkeit und der Bevölkerung mit einer festlichen Prozession und dem Festgottesdienst in der Stiftskirche. In den zweieinhalb Wochen des Jubiläums kam die Bevölkerung der Umgebung zur Erlangung des mit dem Jubiläum verbundenen Ablasses nach Gernrode. Wie bei den Feierlichkeiten des Heiligen Jahrs, mit den sieben Hauptkirchen in Rom, wurden dafür auch in Gernrode sieben Stationen eingerichtet. An die Stelle von St. Peter trat die Stiftskirche Gernrode, die Kirche Santa Croce in Gerusalemme wurde durch das Heilige Grab bei der Kapelle des heiligen Ägidius dargestellt, und San Lorenzo fuori le mura durch den sich in der Westapsis der Stiftskirche befindlichen Metronusaltar. Die anderen Stationen der Prozession befanden sich außerhalb der Stiftskirche. Die Marienkapelle im Kreuzgang vertrat Sankt Paul vor den Mauern, die erneuerte Mauritiuskapelle stand für San Sebastiano alle Catacombe, die Kapelle des heiligen Johannes im Hospital für St. Johannes im Lateran und die Pfarr- und Marktkirche St. Stephanus für die Kirche Santa Maria Maggiore. Zum Auffinden der Stationen des Jubeljahres waren die Wappen der dort eingesetzten Beichtväter angebracht, darüber hinaus befand sich bei jeder Tür der genannten Kirchen und Kapellen eine rot bemalte Fahne. Das Jubeljahr endete mit der Niederlegung des vor dem Altar inmitten der Stiftskirche befindlichen Kreuzes und einer Predigt des Pfarrers von St. Pauli in Halberstadt.
Für die Teilnehmer hatte Innozenz VIII. schon im Vorjahr den vollkommenen Ablass bewilligt, einige Sünder leisteten öffentlich Buße. Im Opferstock vor dem Kruzifix befanden sich nach der Prozession Münzen im Wert von 107 Goldgulden für das Stift. Die verteilten 260 Ablassbriefe erbrachten 65 Floren, von denen der Kollektor der päpstlichen Kammer, Propst Thus, der Äbtissin fünf Floren für die Bauverwaltung schenkte.

## Lebenswerk

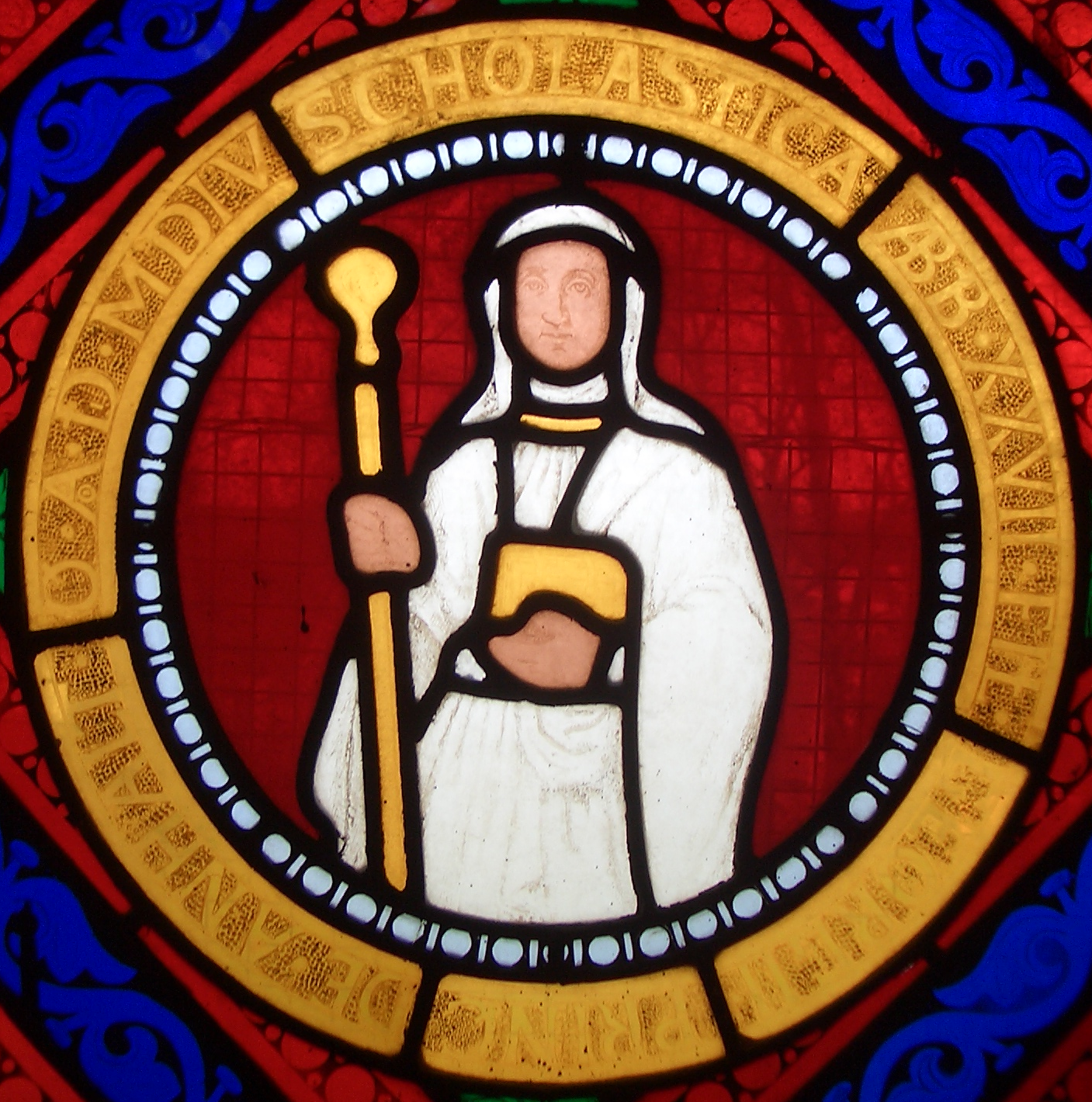
Scholastica in einer Darstellung des 19. Jahrhunderts

Wie ihre Nachfolgerin zählt Scholastica zu den bedeutendsten Äbtissinnen des Stiftes Gernrode. Denn es gelang ihr, das Stift Gernrode zu neuer geistiger Blüte zu führen. Während ihrer langen Regentschaft gelang es ihr, die im Stift vorherrschenden lockeren Sitten zu bekämpfen und das Ansehen des Stiftes wiederherzustellen. Dies schaffte sie durch Gespräche mit den Geistlichen des Stiftes, welche zu diesem Zeitpunkt einen sehr schlechten Ruf hatten. In den Gesprächen überzeugte sie diese davon, wieder zu ehrbarem und gottesfürchtigem Lebenswandel zurückzukehren. Dabei scheint sie sehr energisch vorgegangen zu sein, denn die, die sich nicht ändern wollten, mussten das Stift verlassen.
Daneben unterhielt sie rege Kontakte zu Ordensgeistlichen und Gelehrten, die sie in ihre Klosterschule einlud, damit diese vor den dort arbeitenden Mädchen „das Wort Gottes erbaulich auslegen möchten“, um zu verhindern, dass diese gedankenlos über ihrer Handarbeit brüten. Oft hatte Äbtissin Scholastica, berichtete Heinrich Basse, Prior des Benediktinerklosters in Ballenstedt im Oktober 1519, mit Geistlichen und Gelehrten besprochen, „dass doch sehr vieles in den Gebräuchen der Kirche vorhanden sei, dem sie sich zwar zufolge ihres Eides unterwerfen müsse, das jedoch nirgends in der Heiligen Schrift, den Lehren der Kirchenväter oder in den kanonischen Satzungen der Kirche ausdrücklich stehe“. Scholastica wandte sich mit ihren Problemen und Sorgen an ihren Vetter Fürst Wilhelm von Anhalt-Köthen. Dieser lebte als Franziskaner seit 1473 in Halle (Saale), Leipzig und Magdeburg, wo ihn auch Luther getroffen hat. Er besuchte Scholastica drei Tage lang in ihrem Stift, seine nächsten Oberen hatten ihm zwar den Besuch eines „Nonnenklosters“ nicht gestattet, aber er hatte einen päpstlichen Dispens erhalten. Durch seine Predigten und Unterredungen konnte er sie beruhigen und er bot ihr an, schriftlich seine Ratschläge zu unterbreiten.
Einen Einblick in das vielfältige geistige Leben während ihrer Regierung gibt ein Prozessionale für die Stiftsfrauen, welches im Jahr 1502 entstanden ist und bis heute erhalten blieb. Dieser Auszug wurde speziell für die Singmeisterin angefertigt. Dabei handelt es sich um einen Auszug aus dem Liber ordinarius, einer Handschrift mit liturgischen Anweisungen des Stiftes, der verloren gegangen ist. Er enthält Anweisungen für besondere Handlungen der Stiftsfrauen an Festtagen. Bisher wurden nur die Teile betreffend der Osterliturgie publiziert. Das Prozessionale und die vorhandenen Quellen dienten Werner Jacobsen dazu, einen Überblick über die liturgische Ausstattung und Nutzung der Stiftskirche Gernrode um das Jahr 1500 zu erstellen.
Die schweren Sorgen ihres Amtes ließen Scholastica früh altern. Der Tod ihrer Schwester Agnes, der Äbtissin von Gandersheim, am 15. August 1504 hatte bei ihr einen starken Eindruck hinterlassen.
Sie starb, nachdem sie 35 Jahre lang das Amt der Äbtissin innegehabt hatte, am 31. August 1504 zur Stunde des den Tag abschließenden Abendgottesdienstes. Kurz vor ihrem Tod hatte sie ihren Nachlass notariell geregelt. Ihre Beisetzung fand am 2. September 1504 statt; sie wurde vor dem hohen Chor in der Stiftskirche bestattet. Ihre Grabplatte ist heute nicht mehr erhalten. Sie wurde zusammen mit mehreren anderen bei einer Restaurierung der Stiftskirche 1832 zu Chorstufen verarbeitet.